# Elymiotis audax
Elymiotis audax är en fjärilsart som beskrevs av Druce 1901. Elymiotis audax ingår i släktet Elymiotis och familjen tandspinnare. Inga underarter finns listade i Catalogue of Life.